# Проспект Миру (Житомир)
Проспект Миру — одна з магістралей міста Житомира71. 

## Розташування
Починається від майдану Визволення та закінчується на межі міста, де переходить у Новоград-Волинське шосе. Довжина 4,0 км. Є частиною автотраси М 21.
Початок проспекту (на лівому березі річки Кам'янки) пролягає у мікрорайоні Хмільники, що постав на теренах історичних місцевостей Кокоричанка, Каракулі. Ця частина проспекту, від майдану Визволення до річки Кам'янки, пролягає також у місцевості з неофіційною (народною) назвою Чулочка. Перетинаючи Кам'янку, проспект продовжується на Богунії.

## Історія
Сформувався проспект у 1860-х роках, як частина нового шосе «Київ — Брест-Литовський» з міста Житомира в напрямку міста Новоград-Волинського, прокладеного через землі поміщика Росоловського (раніше їх власником був ротмістр Каракулін) та землі волинського віце-губернатора Врангеля, де згодом сформується хутір Врангелівка (сучасний мікрорайон Богунія), які розділяла річка Кам'янка.
Спочатку через річку Кам'янку на новому шосе було побудовано дерев’яний міст (до того Врангелівку з Соколовою горою, на теренах якої пролягав старий шлях, фрагмент якого залишився у вигляді сучасної вулиці Богунської, з'єднував дерев'яний міст через Кам'янку). У 1905 році зведено бетонний міст.
На початку ХХ століття до шосейної дороги (нинішнього проспекту Миру) на теренах нинішньої Богунії примикали: з півдня — Тополька (місцевість та своєрідний заміський відпочинковий комплекс між нинішніми проспектом Миру та вулицею Героїв Десантників), Врангелівські дачі (дачний масив, обмежений нинішніми проспектом Миру з півночі, вулицями Героїв Базару та Зеленою із заходу та півдня, відповідно, а також західною межею Врангелівки зі сходу); з півночі — Врангелівські казарми; на захід від нинішніх вулиць Героїв Базару та Миру, шосе з півночі та півдня оточували суцільні лісові масиви, які на мапі 1915 року позначені як землі села Барашівка. У перші десятиліття ХХ століття, шосейна дорога, що нині являє собою проспект Миру, пролягала крізь Каракулі, Кокоричанку, хутір Врангелівку Троянівської волості та землі Барашівки.
У середині ХІХ століття тодішній власник земель на лівому березі Кам'янки Сигизмунд Росоловський здійснював продаж землі невеликими наділами жителям міста передусім старообрядцям. Таким чином, від сучасного майдану Визволення до Богунського мосту, протягом другої половини ХІХ століття — перших десятиліть ХХ століття, вздовж шосейної дороги поступово поставала забудова одноповерховими садибними будинками. З північної сторони шосейної дороги з 1896 року працювало підприємство, засноване Рудольфом Тайбером під назвою «Паровая фабрика деревянных сапожныхъ гвоздей, колодокъ и других деревянныхъ изделій». З 1935 року — Житомирська панчішна фабрика.
Внаслідок приєднання у 1934 році села Богунія (колишньої Врангелівки) до Житомира, в межах міста опинилася ділянка дороги від річки Кам'янки до району нинішнього готелю «Ялинка».
У 1937 році почав курсувати трамвай до панчішної фабрики. У 1941 — 1945 рр. пасажирський трамвайний рух тимчасово припинився. У 1945 — 1948 рр. трамвайний рух до панчішної фабрики здійснювався від Червоного провулка, без сполучення з центром, у зв'язку з масштабними руйнуваннями трамвайного полотна по вулиці Карла Лібкнехта (Перемоги) між Вільським кладовищем та Червоним провулком. Трамвайне сполучення панчішної фабрики з центром відновлене у 1948 році.
У 1961 році трамвайний рух припинено. У 1964 році проспектом Миру почав курсувати тролейбус до панчішної фабрики. У 1966 році лінію прокладено до Богунїі (району вулиці Офіцерської). У 1980 році лінію продовжено до готелю «Ялинка».
У 1930-х роках вільні від забудови землі колишнього хутора Кокоричанка закріплені за колгоспом, що мав назви «ім. XVII партз'їзду», «ім. XVІII партз'їзду», «імені Мічуріна» (з 1946 року). На землях колгоспу влаштовано плантації хмелю, фруктовий садок, що прилягали до південних меж садиб тодішньої вулиці Карла Лібкнехта, нинішнього проспекту Миру.
У 1980 — 1990 рр. на місці колишніх хмільників колгоспу ім. Мічуріна збудовано мікрорайон, що згодом отримав назву Хмільники. У 1980-х роках здійснено докорінну реконструкцію зі старого шосе до параметрів проспекту (завширшки 120 м). У 1980 році на місці старого бетонного мосту постав новий міст на шість смуг руху.

### Історія зміни назв
Після введення в дію шосе на Новоград-Волинський через Богунію стало продовженням Вільсько-Шосейної вулиці (нині вулиця Перемоги). У 1904 році Вільсько-Шосейна вулиця отримала назву Велика Вільська. У 1921 році названа на честь революціонера Карла Лібкхнета. На період німецької окупації в 1941—1943 роках мала назву Ровенська (нім. Rownoer Straße). У 1990 році  вулиця Карла Лібкхнета була розділена майданом Визволення на дві частини: стара частина отримала назву вулиця Перемоги, а реконструйована до параметрів проспекту частина — проспект Миру.

## Будівлі
- № 16 — Житомирська панчішна фабрика;
- № 22 — Житомирський військовий інститут імені С. П. Корольова;
- № 26 — Житомирський міський ліцей № 1;
- № 27 — ЗОШ № 27;
- № 50 — готель «Ялинка»